# Hinglish
Pour l’article homonyme, voir English.
Cet article possède un paronyme, voir Inglis.
L'hinglish est un mot-valise assemblé des mots hindî et English (anglais), pour désigner le mélange de mots de ces deux langues dans une phrase ou une conversation. Cette façon de parler est surtout utilisée dans les centres urbains des États indiens où la langue majoritaire est l'hindî.